# Пуххейм, Иоганн Кристоф фон
Граф Иоганн Кристоф III фон Пуххейм цу Гёллерсдорф (нем. Johann Christoph III von Puchheim zu Göllersdorf; 1605, Гёллерсдорф — 27 ноября 1657, Вена) — имперский военачальник, участник Тридцатилетней войны.

## Биография
Сын придворного военного советника графа Иоганна Кристофа II фон Пуххейма и баронессы Сусанны фон Хофкирхен. Брат оберсткамергера Иоганна Рудольфа и епископа Лайбаха Отто Фридриха.
Камергер императоров Фердинанда II (1632) и Фердинанда III (18.12.1643). С 20 декабря 1643 по 7 июля 1653 был императорским военным советником.
25 июля 1638 произведен в генерал-фельдвахтмейстеры, 28 марта 1644 в генерал-фельдмаршал-лейтенанты. В этом чине в том же году сражался с венгерским мятежником Дьёрдем I Ракоци.
В 1645—1646 годах командовал имперскими войсками, противостоявшими шведам на севере Нижней Австрии. С 22 мая по 4 августа 1646 осаждал Корнойбург, занятый сильным шведским гарнизоном под командованием полковника Иоганна Копи. Взятие города устранило опасность его использования шведами как плацдарма для форсирования Дуная и наступления на Вену.
1 июня 1648 произведен в генерал-фельдмаршалы. 7 июля 1653 стал членом императорского Тайного совета. Был губернатором Рааба.
1 апреля 1656 был пожалован Филиппом IV в рыцари ордена Золотого руна. Получил орденскую цепь 4 ноября 1657 из рук графа фон Фалькенштейна.

## Семья
Жена (9.05.1645): графиня Поликсена фон Лейнинген-Дагсбург (1617–8.01.1668), дочь графа Иоганна Людвига фон Лейнинген-Дагсбург-Фалькенбург и графини Марии Барбары фон Зульц, вдова графа Леонарда Хельфрида фон Меггау. Вторично овдовев, была замужем за Иоганном Кристофом фон Шерфенбергом и графом Карлом Фридрихом фон Дауном